# Francisco Lázaro
Francisco Lázaro, född 21 januari 1888 i Benfica, Lissabon, död 15 juli 1912 i Stockholm, var en portugisisk maratonlöpare och sitt lands fanbärare vid invigningen, som avled i samband med det olympiska maratonloppet i Stockholm 1912.
Francisco Lázaro hade vunnit tre portugisiska mästerskap på maraton (1910, 1911 och 1912) och var Portugals stora medaljhopp vid OS i Stockholm 1912. Han låg mitt i fältet vid kontrollen Silverdal efter 30 km. I den 30-gradiga värmen drabbades han av värmeslag och hjärtbesvär och föll han ihop i uppförsbacken vid Mellanjärva gård, men reste sig upp och fortsatte på stapplande ben innan han kollapsade och blev liggande medvetslös på banan, cirka åtta kilometer från mål. Läkaren Georg Liljeroth var snabbt på plats och skickades Lázaro till Serafimerlasarettet dit han anlände cirka en och en halv timme efter kollapsen. Lázaros kroppstemperatur var då 41,2 grader och blev felaktigt diagnostiserad med hjärnhinneinflammation. Han avled klockan sex på morgonen dagen därpå. Senare i samband med obduktionen kom det fram att Lázaro hade smörjt in stora delar av kroppen med fett till skydd mot solen, vilket hindrade svettningen och medförde att kroppstemperaturen steg och han dog av vätske- och elektrolytrubbning. Fem dagar efter OS hölls en sångardag med 24.000 deltagare på Stockholms stadion där man samlade in 14 000 kr till Lazaros familj.
På platsen där Lázaro föll ihop, vid Järvavägen och Mellanjärva gård, avtäcktes 2015 en plakett till minne av Lázaro. Ytterligare en plakett till minne av Francisco Lázaro har satts upp vid Maratonporten på Stockholm stadion i samband med 100-årsjubileet av Stockholms Olympiaden.
Rua Francisco Lázaro i Lissabon och Estádio Francisco Lázaro i stadsdelen Benfica är uppkallad efter Francisco Lázaro.
André Oliveira har skrivit romanen Maraton till evigheten (portugisiska:"Corro para a Eternidade") baserad på fakta om händelsen. Han följer Francisco Lázaro från förberedelserna i stadsdelen Bairro Alto i Lissabon till ankomsten till Sverige, inkvarteringen på Hedvig Eleonora skola och det tragiska dödsfallet under maratonloppet. Boken blev först utgiven i Portugal och gavs 2013 ut på svenska.

## Personligt rekord
- Maraton: 2:52:08 Lissabon 2 juni 1912. (Portugisiskt rekord 1912-1936)

## Galleri

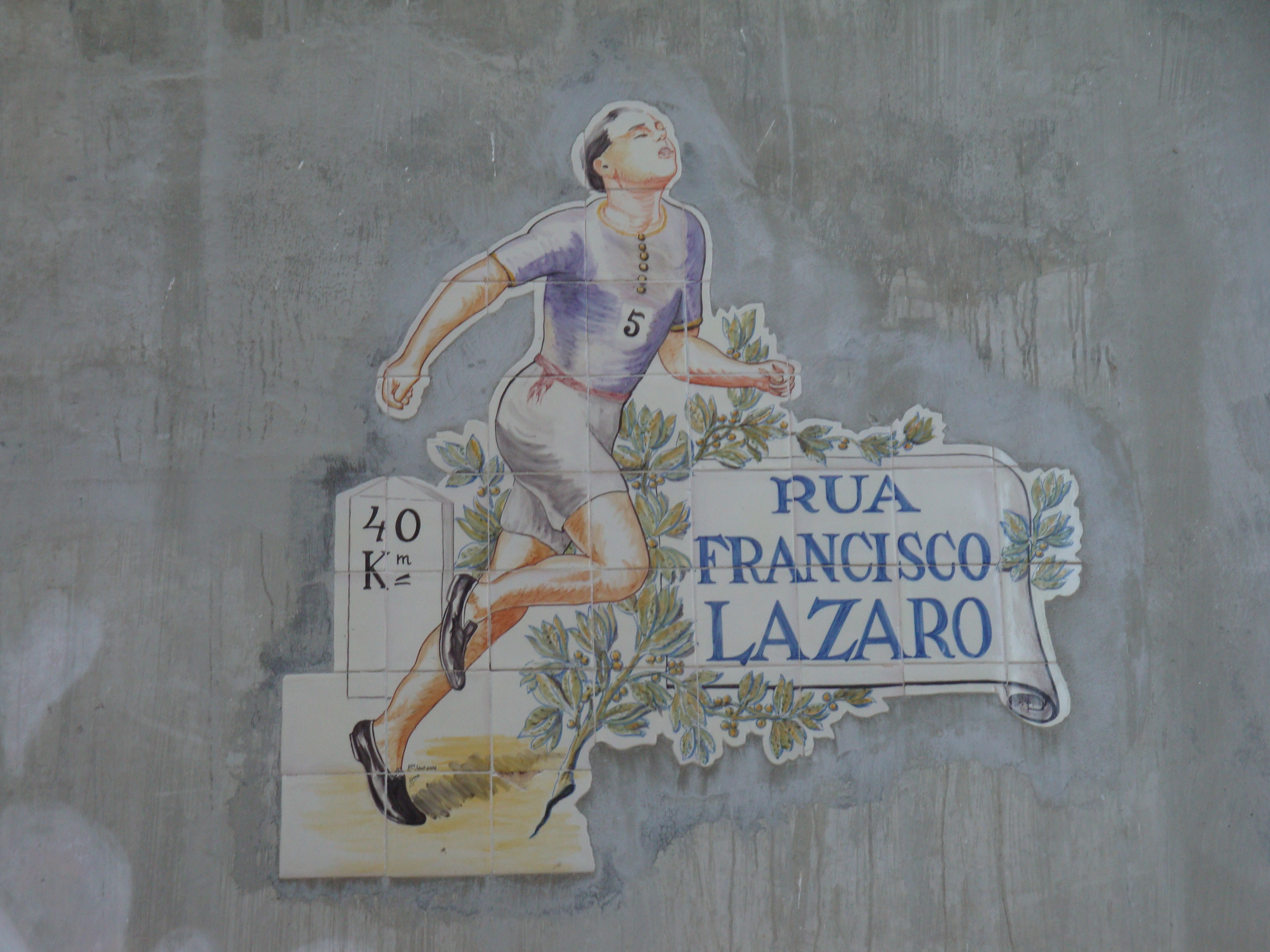
Rua Francisco Lázaro i Lissabon är uppkallad efter Francisco Lázaro
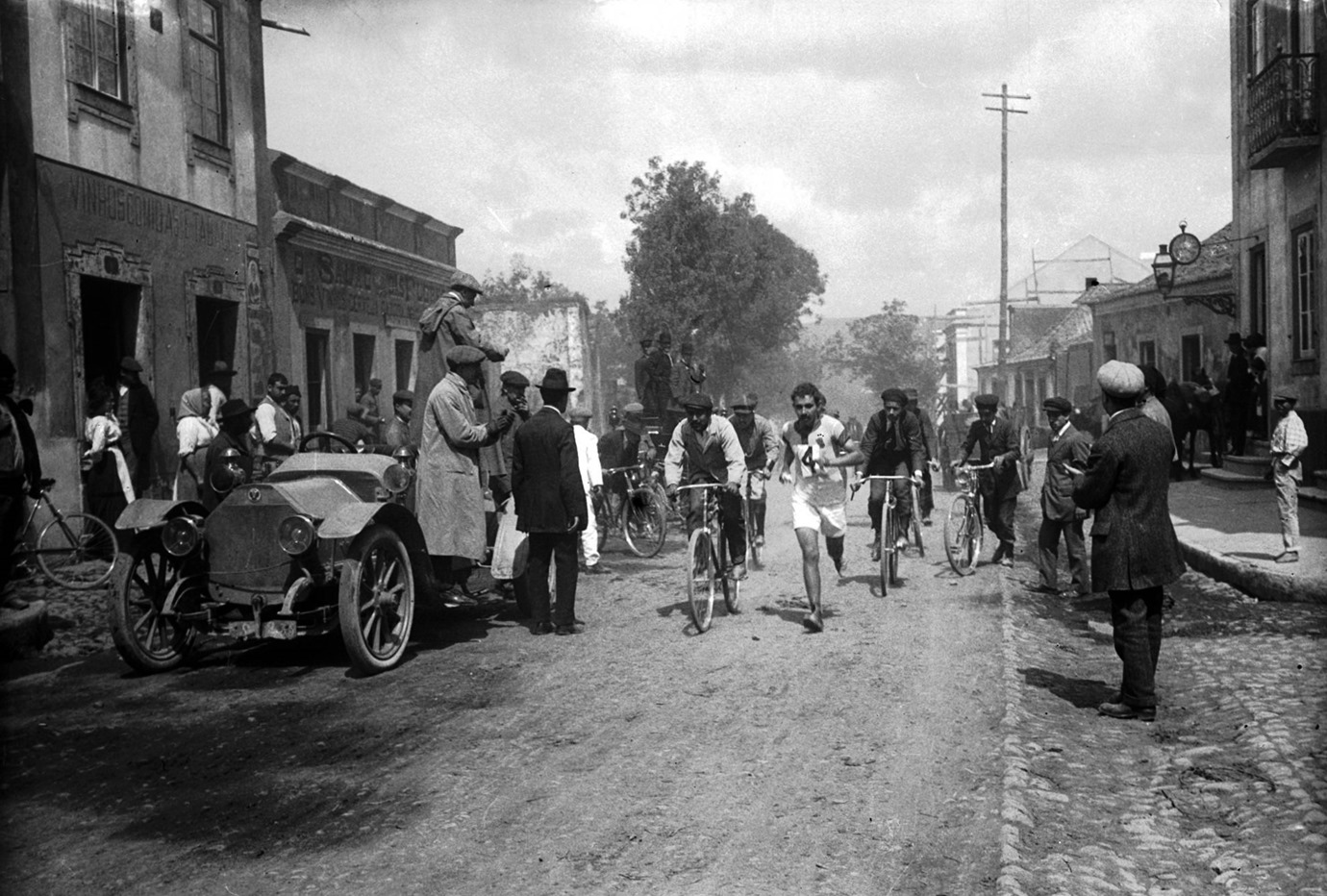
Francisco Lázaro under ett maratonlopp 1912
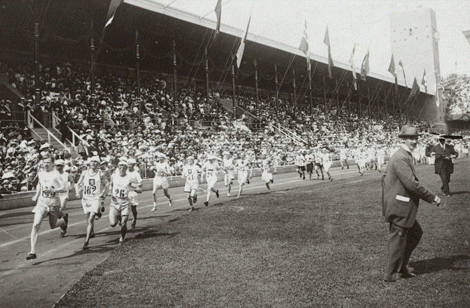
Starten på OS-loppet 1912